# Enginyeria de l'edificació
L'enginyeria de l'edificació és la professió que usa els principis científics i tecnològics per aplicar-los al seu àmbit del coneixement que és la construcció d’edificis, així com el manteniment i la conservació al llarg de la vida de l'edifici.
A Espanya hi ha una batalla legal sobre la denominació del títol universitari i per a permetre l'exercici de l'arquitectura tècnica, tot i que no sobre les seves funcions.

## Grau en enginyeria d'edificació

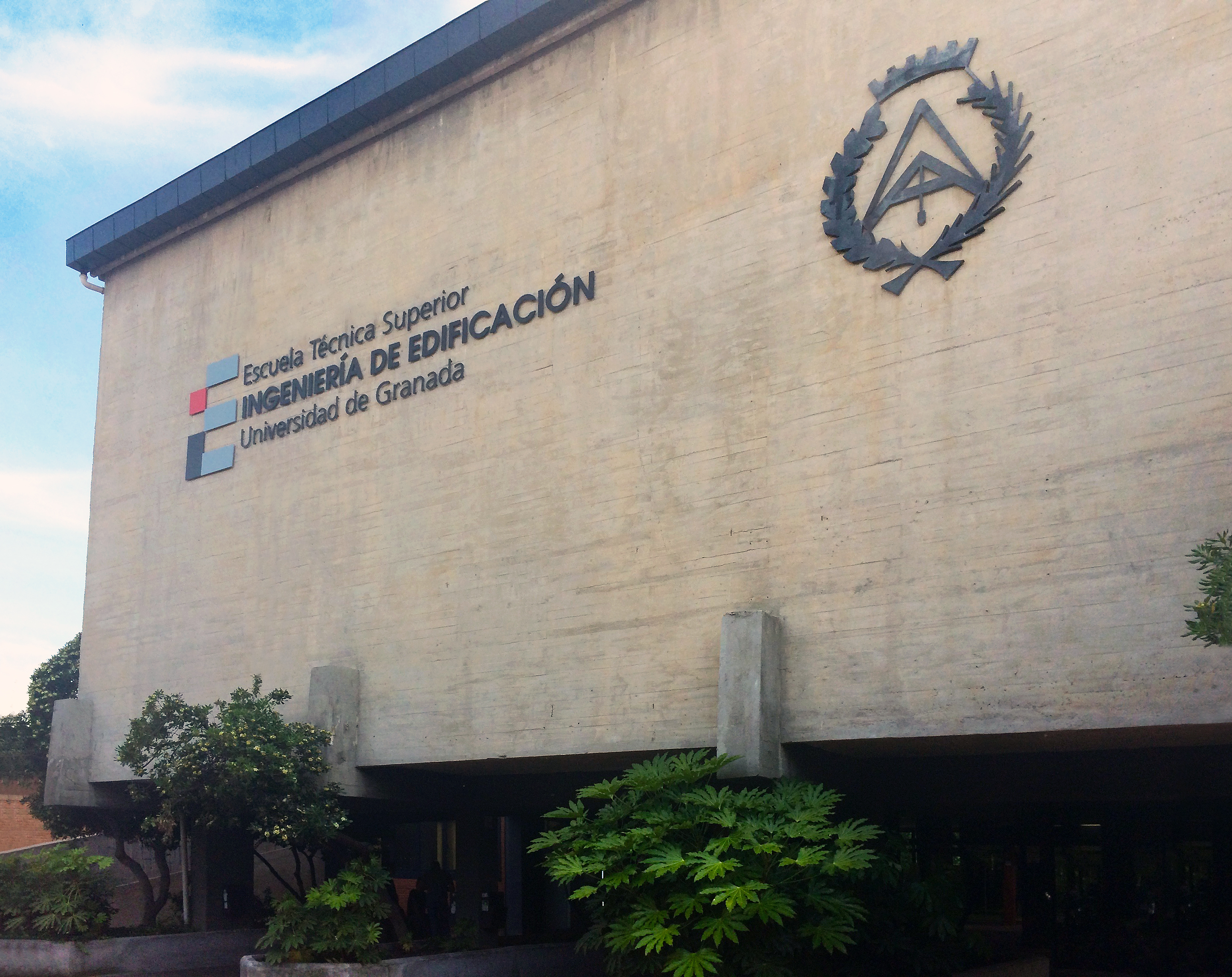
Escuela Tècnica Superior d'Enginyería d'Edificació de Granada

El Grau en Enginyeria d'Edificació és un Títol de grau creat a Espanya l'any 2004, dins de la branca de coneixement de l'Enginyeria i Arquitectura per a facilitar l'intercanvi de titulats universitaris entre tots els països integrants de l'EEES d'acord amb el Procés de Bolonya, sota una denominació d'aquestes titulacions el més homogènia i clara possible.

### Denominació

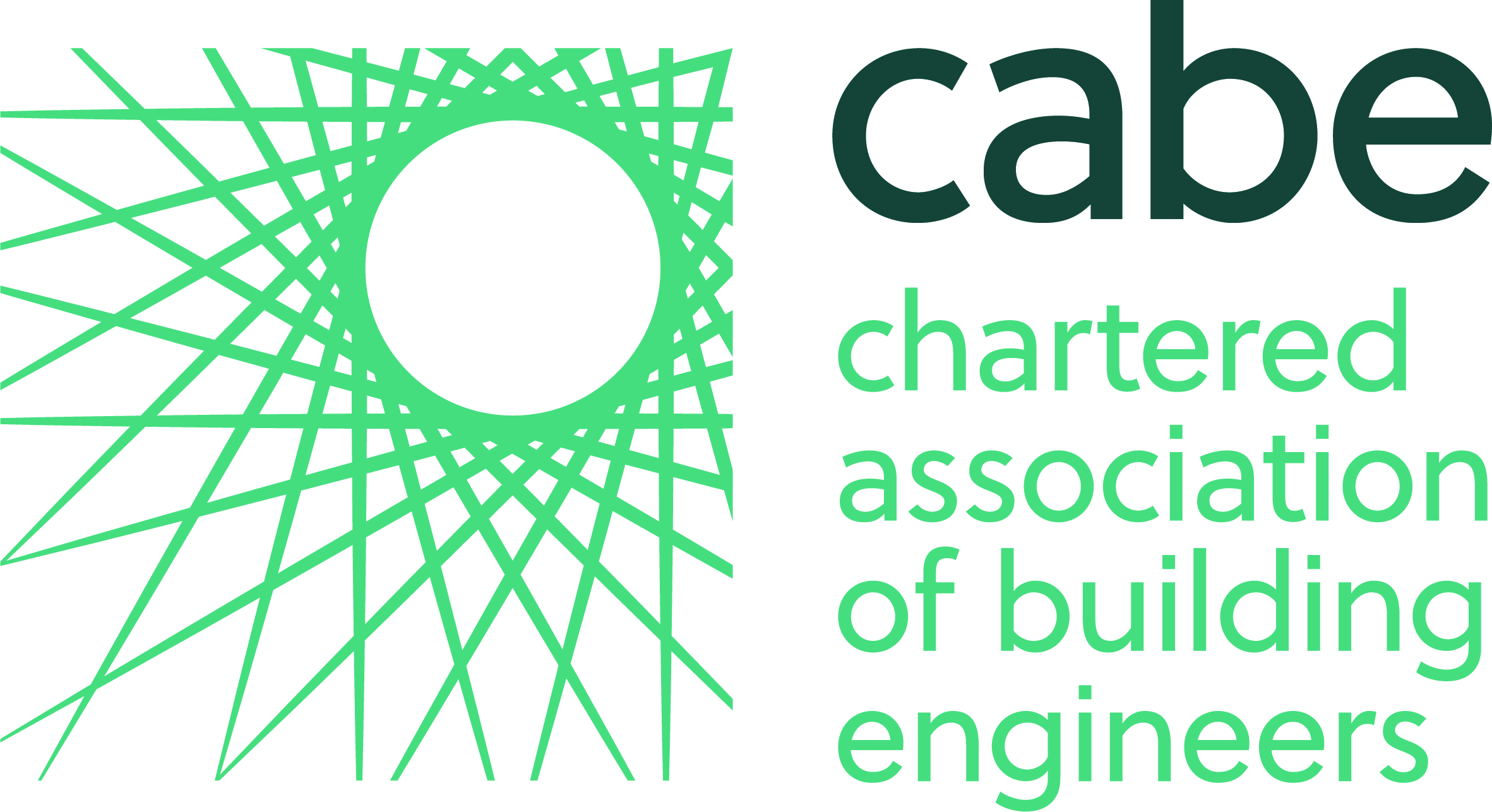
Chartered Association of Building Engineers

Existeixen denominacions homologables al Grau d'Enginyeria de l'Edificació, en l'àmbit d'Europa, com la Laurea in Ingegneria Edile a Itàlia, la Licence en Ingénierie du Bâtiment a França o la titulació Diplom-Ingenieur für Hochbau, com a especialitat dins de la bauingenieur o enginyeria civil a Alemanya o Àustria. Al Regne Unit i Irlanda existeixen les titulacions de Architectural Technology i Construction Management traduïbles a un Bachelor of Science in Building Engineering, i que a Dinamarca equival al Bygningskonstruktør, traduït com Constructing Architect o Arquitecte de la Construcció, així com al Rakennusarkkitehti a Finlàndia, la denominació de tots dos títols nòrdics denota, almenys a l'origen, una proximitat a la figura acadèmica de l'arquitecte, els quals es beneficien dels drets adquirits en virtut de l'article 49, apartat 1, segons la Directiva 2005/36/CE del Parlament Europeu i del Consell, pel que fa al seu reconeixement d'arquitecte.
Encara que no existeix la mateixa denominació en tots els països del món, sí que existeix una terminologia pròpia lligada a aquesta enginyeria utilitzada a nivell mundial. Als Estats Units, país no integrant dins de l'Espai Europeu d'Educació Superior, a aquesta titulació universitària se l'associa amb la Building Construction & Construction Management i sobretot amb la Architectural Engineering, així com a Indonèsia. En canvi en països com la Xina, el Canadà, Austràlia o Malàisia, tampoc integrants en l'EEES, és comú el terme Building Engineering, encara que alguns centres universitaris d'Europa utilitzen indistintament la paraula Building Engineering o Architectural Engineering, cas d'algunes escoles universitàries d'Itàlia, encara que l'apropiat, segons el procés de Bolonya, és utilitzar la mateixa denominació, en aquest cas Building Engineering i la seva respectiva traducció als diferents idiomes dels països integrants de la EEE.
Afegir que el terme Architectural Engineering a Corea del Sud i el Japó és utilitzat amb diferent significat, referint-se a la titulació universitària de Bachelor of Engineering in Architecture and Building Engineering, dit d'una altra manera, a una formació d'Arquitecte i enginyer amb atribucions en disseny arquitectònic i projecció estructural, assimilable a l'arquitecte espanyol.
A Espanya, la seva denominació castellana és Grau en Enginyeria d'Edificació, segons el llibre blanc realitzat per la ANECA, encara que moltes escoles universitàries han optat per Grau en Enginyeria de l'Edificació, i unes altres en menor mesura, per Grau en Enginyeria en Edificació, en basca Eraikunta Ingeniaritzako Gradua, en català o valencià Grau en Enginyeria d'Edificació o Enginyeria de l'Edificació, i finalment en gallec és Grau en Enxeñería d'Edificació o Grau en Enxeñería dona Edificació.
Així mateix, en l'àmbit anglosaxó els termes architectural engineering, building engineering o architecture engineering poden abastar als termes chartered building engineers, chartered building surveyor o construction management, o bé al terme geometra a Itàlia. A Espanya, amb aquest significat, aquesta professió equivaldria al perfil professional de cap d'obra, que no és una professió no regulada sino un perfil professional que en la pràctica la realitzen arquitectes tècnics, arquitectes o altres enginyers, o bé professionals amb experiència en construcció sense formació universitària; el cap d'obra seria el responsable de l'execució del projecte i de la gestió tècnica i econòmica, però no formaria part de la direcció facultativa. A Espanya la paraula geòmetra equival al terme topògraf, la qual cosa pot provocar confusió, especialment amb Itàlia.

### El Mestre d'Obres: l'origen de l'enginyer espanyol amb competències en edificació
L'actual pla d'estudis de Grau en Enginyeria d'Edificació és hereu dels plans d'estudi acadèmics del Mestre d'Obres que es remunten al segle XIX, del posterior títol d'Aparellador de principis del segle xix, i en major mesura de l'Arquitectura Tècnica, que es correspon amb la denominació creada en la dècada de 1970, estructurat en un primer cicle de tres cursos anuals i amb un marcat caràcter tecnològic, el qual va ser modificat en algunes escoles abans de la reforma del Procés de Bolonya, i ampliat a quatre cursos anuals.
L'origen de la professió d'Enginyeria de l'Edificació a Espanya està en la figura professional i acadèmica del Mestre d'Obres, autèntic artífex del projecte d'execució, de la il·lustració de detalls constructius, així com de la gestió integral de l'edificació, materialitzada en la direcció d'obra i el manteniment posterior de l'edifici, formació acadèmica que serà suprimida a Espanya per la Reial orde de 24 de març de 1854 com a titulació acadèmica de la Reial Acadèmia de Belles arts, i substituïda, mitjançant la imposició del Decret Luján de 24 de gener de 1855, pel títol d'Aparellador, d'aquesta manera l'enginyer de l'edificació de l'Espanya del segle serà reduït a un mer ajudant de l'Arquitecte Director al llarg del segle xix, encara que no implantat de manera oficial fins a 1895.
El període entre 1855 i 1895 va ser un període de transició, on dos anys després del Decret Luján, i mitjançant la Llei d'Instrucció Pública de 9 de setembre de 1857, anomenada comunament com la Llei Moyano, es va restituir la formació de Mestre d'Obres com a ensenyament professional, encara que finalment va ser substituïda pel títol d'Aparellador, reduïda la seva formació en dos anys; i integrant-se posteriorment a les escoles tècniques d'enginyers industrials, encara que cal afegir que els Mestres d'Obres ja titulats, van continuar exercint amb certes limitacions fins aproximadament el primer quart del segle xx .
La figura professional del Mestre d'Obres, de formació ingenieril i tecnològica, data ininterrompudament des del segle fins al segle xii en què va ser suprimida, diferenciant-se de l'Arquitecte, de formació artística i humanista. Mestres d'Obres importants a Espanya van ser Josep Fontsere i Mestre, Ramon Llambard, Berenguer de Montagut, Joan de Barbastre, Pere Llobet, Pere Compte, Juan Baixet, Juan de Sariñena, Francisco Brosa i Casanobas, Salvador Vinyals o Pere Ros i Tort.
Segons la Reial Acadèmia Espanyola, «el Mestre d'Obres era l'home que cuidava de la construcció material d'un edifici, segons els plans d'un arquitecte». Mentre que en altres països es continuava separant la professió de l'un i l'altre, exemple d'Itàlia amb el Ingegnere Civile-Edile (Enginyer Civil o de la Construcció en altres països) i el Architetto, a Espanya, la implantació del títol d'Aparellador suposa que l'Arquitecte passi a tenir atribucions en el projecte arquitectònic, que s'anomena "projecte bàsic" i que es propi de la professió d'Arquitecte, i a més passi a tenir les atribucions en el projecte d'execució, assimilables a la professió d'Enginyer de l'Edificació o Mestre d'Obres. Posteriorment, dins d'aquesta evolució natural de la formació en l'arquitectura, Itàlia va crear la titulació de Ingegnere Edile-Architetto, però va continuar existint la titulació de Architetto i la de Ingegnere Civile, així com la de Ingegnere Edile.
En 1976 es dicten les directrius per a l'elaboració dels plans d'estudi de les Escoles Universitàries d'Arquitectura i Enginyeria Tècnica, i un any després, el 7 de febrer de 1977 es disposa la publicació del Pla d'Estudis Experimental de les Escoles Universitàries d'Arquitectura Tècnica, segons les previsions contingudes referent a la Llei 14/1970 General d'Educació i Finançament de la Reforma Educativa. Així mateix, en 1982, mitjançant Ordre de 26 de maig, es modifica la denominació de les assignatures del Pla d'Estudis de l'Escola Universitària d'Arquitectura Tècnica de la Universitat Politècnica de Madrid. D'aquesta manera es deixava enrere el terme aparellador, almenys en l'àmbit universitari.
En 1999, i d'acord amb el que es preveu en el Reial decret 1497/1987, de 27 de novembre, pel qual s'estableixen directrius generals comunes dels plans d'estudi, es publiquen els plans d'Estudi del títol d'Arquitecte Tècnic de les diferents Escoles Universitàries d'Arquitectura Tècnica.
Gairebé un segle després de la supressió del Mestre d'Obres a Espanya, impulsada pel col·lectiu d'Arquitectes i enginyers de Camins, amb la finalitat si es fes amb el monopoli dels projectes en edificació, apareix novament la seva formació acadèmica sota la denominació de Grau i Postgrau en Enginyeria d'Edificació.
En data d'avui, en el sistema professional vuitcentista que existeix encara a Espanya, parlar del Mestre d'Obres o d'una possible professió d'Enginyer de l'Edificació és un tema tabú.

### Procés de Bolonya

#### Regulació
Abans del procés de Bolonya, la formació universitària en Enginyeria de l'Edificació es distribuïa de manera parcial en diverses titulacions com a Arquitectura Tècnica, Arquitectura, les diferents disciplines dins de l'Enginyeria Industrial, l'Enginyeria de Camins, Canales i Ports, així com Enginyers d'Obres Públiques.
| 2004 | L'Agència Nacional d'Avaluació de la Qualitat i Acreditació (ANECA ) crea el Llibre blanc Arxivat 2022-03-08 a Wayback Machine. del títol universitari de Grau en Enginyeria d'Edificació, establint una estructura de primer nivell o Grau de quatre cursos lectius anuals de 240 ECTS, amb un caràcter generalista en la formació acadèmica de l'enginyeria de l'edificació. Aquesta anàlisi pren com a punt de partida la titulació ja existent d'Arquitectura Tècnica, d'acord amb la qual i mitjançant la relació existent amb la resta de titulacions universitàries, homologables acadèmicament en l'entorn europeu, es configura el nou títol de grau, el qual donarà accés a la professió regulada ja existent d'Arquitecte Tècnic. Així mateix, es crea el llibre Blanco del títol universitari de Grau en Arquitectura, en el qual en la pàgina 79 et seq. fa una al·lusió a la figura de l'Arquitecte Tècnic, i a la seva adaptació professional a l'entorn europeu com a Enginyer de l'Edificació. |

| c | S'estableix una proposta conjunta Arxivat 2022-03-08 a Wayback Machine. entre el CSCAE i el CGATE, el qual impossibilita un augment d'atribucions amb el nou títol de Grau i, per tant, la no equiparació professional amb l'enginyer d'edificació existent a Europa. La diferència és que la professió de l'enginyer de l'edificació europeu desenvolupa a més, la direcció d'obra, el projecte d'execució i la gestió integral en el sector de l'edificació. Mitjançant el Reial decret 55/2005 s'aprova l'estructura dels ensenyaments universitaris i la regulació dels estudis universitaris oficials de Grau, màster i Doctorat. Un segon nivell que correspon a un Màster Oficial en Enginyeria de l'Edificació, el qual aprofundeix en les dues especialitats d'aquesta enginyeria, l'especialitat en gestió i l'especialitat en tecnologia, d'acord amb les quals es desenvolupen les competències plenes de l'enginyer de l'edificació existent a Europa i en la resta del món, no obstant això no és un màster habilitant, al no existir com a tal la professió d'enginyer de l'edificació a Espanya. Així mateix, mitjançant la realització del Màster Oficial permet l'accés al Doctorat. |

| c | S'estableix una proposta conjunta Arxivat 2022-03-08 a Wayback Machine. entre el CSCAE i el CGATE, el qual impossibilita un augment d'atribucions amb el nou títol de Grau i, per tant, la no equiparació professional amb l'enginyer d'edificació existent a Europa. La diferència és que la professió de l'enginyer de l'edificació europeu desenvolupa a més, la direcció d'obra, el projecte d'execució i la gestió integral en el sector de l'edificació. Mitjançant el Reial decret 55/2005 s'aprova l'estructura dels ensenyaments universitaris i la regulació dels estudis universitaris oficials de Grau, màster i Doctorat. Un segon nivell que correspon a un Màster Oficial en Enginyeria de l'Edificació, el qual aprofundeix en les dues especialitats d'aquesta enginyeria, l'especialitat en gestió i l'especialitat en tecnologia, d'acord amb les quals es desenvolupen les competències plenes de l'enginyer de l'edificació existent a Europa i en la resta del món, no obstant això no és un màster habilitant, al no existir com a tal la professió d'enginyer de l'edificació a Espanya. Així mateix, mitjançant la realització del Màster Oficial permet l'accés al Doctorat. |

| 2007 | El Reial decret 55/2005 és derogat pel Reial decret RD 1393/2007, de 29 d'octubre, pel qual s'estableix l'ordenació dels ensenyaments universitaris oficials i les seves branques de coneixement. Mitjançant Ordre ECI/3855/2007 de 27 de desembre, s'estableixen els requisits de verificació dels títols universitaris oficials, que habiliten per a l'exercici de la professió d'Arquitecte Tècnic, utilitzant la denominació de Graduat o Graduada en Enginyeria d'Edificació, dins de la branca de coneixement d'Enginyeria i Arquitectura. |

| 2010 | Es modifica el Reial decret 1393/2007, de 29 d'octubre, pel qual s'estableix l'ordenació dels ensenyaments universitaris oficials mitjançant el Reial decret RD 861/2010, de 2 de juliol. |

| 2011 | Es verifiquen els primers màsters del postgrau del títol de Grau en Enginyeria de l'Edificació, com els de la Universitat d'Alacant, Universitat de Granada, Universitat de Sevilla i de la Universitat Politècnica de València. |

### Conflicte judicial
El conflicte judicial, que afecta principalment la denominació del títol de grau, es basa en el fet que un dels requisits a l'hora de triar la denominació, és que aquesta fos conforme amb la professió regulada que habilita i no produís confusió.
A causa del conflicte judicial respecte a la denominació del títol de grau, impulsat pels col.legis professionals d'Enginyeria Industrial i Enginyeria Civil, algunes escoles han decidit, temporalment, canviar la seva denominació, a fi de poder expedir els títols universitaris. El conflicte es basa en el fet que aquestes associacions no reconeixen a la professió d'Arquitecte Tècnic ni a la formació del títol de Grau i Postgrau en Enginyeria de l'Edificació, dins de l'àmbit de l'enginyeria. Cal afegir, que aquest conflicte deriva d'un enfrontament històric, que es remunta al segle xix, per fer-se amb el monopoli de l'enginyeria aplicada a l'edificació, més que a qüestionar la formació tecnològica aplicada i, per tant, ingenieril, de l'Arquitecte Tècnic o de l'actual títol d'Enginyer de l'Edificació, tant en la seva formació de Grau com en la seva formació de Postgrau, alguna cosa que d'altra banda és inqüestionable. Per tant, aquest procediment judicial respon més a una lluita entre Lobbies professionals, i no tant a qüestionar la formació pretecnológica i tecnològica de l'Arquitecte Tècnic, ni de la seva evolució natural com a Enginyer de l'Edificació, ja que en opinió d'alguns, per legitimitat històrica, acadèmica i moral, li pertany els termes d'Enginyer i d'Edificació.
| 2010 | La Sala Tercera del Tribunal Suprem, falla sentencia el 9 de març de 2010, en la qual s'estima el recurs contenciós administratiu amb número de recurs 150/2008 interposat pel Consell General de Col·legis Oficials d'Enginyers Industrials contra l'Ordre ECI/3855/2007, quedant anul·lada la reserva de la denominació de Graduat en Enginyer d'Edificació, dins del punt segon anomenat Denominació del Títol de l'apartat 3, així com altres apartats. |

| 2011 | A data de 22 de febrer, el Tribunal Suprem anul·la la denominació del títol de Grau d'Enginyeria d'Edificació de la Universitat Antonio de Nebrija, segons l'Acord de Consell de Ministres de 2008, pel qual s'establia el caràcter oficial del títol universitari. La sentència va quedar publicada en 2011, segons el recurs contenciós administratiu 129/2009. Com a resposta a aquesta sentència el CGATE realitza el següent comunicat. El 28 de març de 2011 la Direcció General de Política Universitària envia una carta a la CODATIE a propòsit de l'anterior sentència. L'11 de maig de 2011 el Tribunal Suprem accepta els incidents de nul·litat de la sentència. A data de 14 de juliol de 2011, el Govern d'Espanya juntament amb el Ministeri d'Educació, analitzen la regulació de dues professions, Psicologia Sanitària i Enginyeria de l'Edificació; l'anàlisi fa una referència a la seva situació actual i a les possibles actuacions. El 4 d'octubre de 2011 es crea la professió regulada de Psicòleg General Sanitari, a través de la Llei General de Salut Pública, i accessible mitjançant el Títol Oficial de màster en Psicologia General Sanitària, una vegada adquirit el títol de Grau en Psicologia, quedant pendent la professió regulada d'Enginyeria de l'Edificació. |

| 2012 | El 9 de gener de 2012 es va donar la notícia en la qual el Tribunal Constitucional confirma la sentència del Tribunal Suprem basada en la infracció de la Llei Universitària 6/2001 on s'estableix que els títols universitaris han de denominar-se de manera que no produeixin confusió (ja que es podria pensar que els arquitectes tècnics o aparelladors tinguessin les competències exclusives en matèria de construcció) i en el Reial decret 1393/2007, on es regulen els ensenyaments universitaris ja que no existeix la professió d'Enginyer d'Edificació, sinó la d'Arquitecte Tècnic. Els plans d'estudi que expedien el títol de grau en Enginyeria d'Edificació van quedar anul·lats i aquests professionals no es poden anomenar així. A data de 9 de febrer, el Ministeri de Foment anuncia a través de la seva ministra Ana Pastor, l'actualització de la Llei d'Ordenació de l'Edificació, anomenada LOE, i la modificació del Codi Tècnic de l'Edificació, recollida a la sala de premsa Arxivat 2016-03-04 a Wayback Machine. de la seva pàgina web. S'esperaven que aquestes mesures s'aprovessin al juliol del 2012. En 2012, la denominació dels títols de Grau de set universitats, la del País Basc, Burgos, CEU Sant Pau, La Corunya, Universitat Politècnica de València, La Llacuna a Tenerife i Sevilla, estan suspesos cautelarment pels Tribunals Superiors de Justícia de les comunitats autònomes corresponents. A data de 29 de març de 2012 es presenta, en el Congrés dels Diputats una proposició no de Llei relativa al Grau d'Enginyeria d'Edificació 161/000436 (pàgina 19). El 19 de juny de 2012, la CODATIE envia una carta als rectors de les universitats espanyoles amb la finalitat d'agilitar el procediment judicial. La CODATIE defensa únicament la denominació de Graduat en Enginyeria de l'Edificació, per ser una denominació de major acceptació per a exercir la professió d'Arquitecte Tècnic fora d'Espanya, d'acord amb associacions internacionals com la Chartered Association of Building Engineers. A causa d'aquest conflicte, algunes escoles han canviat la seva denominació per: 1.- Grau en Edificació, cas de la Universitat Alfons X el Savi, la Universitat Camilo José Cela, la Universitat Politècnica de Madrid, la Universitat Antonio de Nebrija, la Universitat de Granada, la Universitat de les Illes Balears, la Universitat d'Extremadura o la Universitat de Navarra. 2.- Grau en Arquitectura Tècnica, cas de la Universitat Politècnica de Catalunya, la Universitat de Burgos, la Universitat EUMiguel de Cervantes, la Universitat Jaume I de Castelló, la Universitat del País Basc, la Universitat d'Alacant, la Universitat de La Corunya, la Universitat de Lleida, la Universitat de Salamanca, la Universitat de Saragossa, la Universitat CEU Sant Pau o la Universitat Politècnica de València. 3. Grau en Ciència i Tecnologia d'Edificació, cas de la Universitat de Sevilla o la Universitat d'Alcalá O mantenint la denominació, com: 1.- Grau en Enginyeria d'Edificació, cas de la IE Universitat, la Universitat de Castella-la Manxa, la Universitat Politècnica de Cartagena, la Universitat de la Llacuna, la Universitat Catòlica Sant Antoni o la Universitat Europea de Madrid Evitant així, les escoles que ho han canviat, l'ús del terme enginyeria per a definir aquest títol de Grau, no obstant això, aquests títols universitaris continuen pertanyent a la branca de coneixement d'Enginyeria i Arquitectura, de manera que ha d'haver-hi algun conflicte de raciocini dins del poder judicial espanyol i interessos aliens a la pròpia definició, i per descomptat a la capacitació professional i evolució de l'arquitecte tècnic com a enginyer de l'edificació, ja que per la pròpia definició de la branca de coneixement d'Enginyeria i Arquitectura, si un títol universitari pertany a aquesta és perquè aquest títol forma part de l'Enginyeria o de l'Arquitectura, és a dir amb assignatures bàsiques comunes de 36 a 60 ECTS en assignatures d'Empresa, Expressió Gràfica, Física, Informàtica, Matemàtiques i Química. El títol d'Arquitectura té directriu europea, i no hi ha un altre a Espanya, de manera que el títol de Grau en Enginyeria de l'Edificació, fins i tot amb una altra denominació, sempre que estigui dins d'aquesta branca de coneixement, forma part com una disciplina de l'Enginyeria vinculada a l'edificació i la construcció, si no fos així estaria dins d'una altra branca de coneixement, com la branca de Ciències o Ciències Socials i Jurídiques, o bé dins de la Formació professional, i no és el cas. El 20 de desembre de 2012 el Ministeri d'Economia i Competitivitat publica l'Avantprojecte de la llei de Serveis Professionals, amb la finalitat de modificar algunes lleis per a adaptar les reserves d'activitat al context actual. Les professions afectades són l'Arquitecte, l'Enginyer, l'Enginyer Tècnic i l'Arquitecte Tècnic. En ell apareix per primera vegada el terme Enginyer amb competències en edificació, el qual podrà projectar i dirigir obres d'edificis residencials, culturals, docents o religiosos, igual que ho fa un arquitecte, no obstant això l'avantprojecte no defineix aquest terme. D'igual manera, l'Avantprojecte en comptes d'adaptar les professions al seu entorn europeu, el que fa és conservar el seu caràcter vuitcentista i augmentar el ventall professional d'unes en detriment d'unes altres, en comptes de fer una reforma seriosa, i adaptar les professions a la seva formació acadèmica i a la seva projecció internacional, en aquest cas la de l'Enginyer de l'Edificació. |

| 2013 | El 2 d'agost de 2013 el Ministeri d'Economia i Competitivitat, aprova la norma que regularà els Col·legis i Serveis Professionals sobre la base de l'Avantprojecte de Llei de Col·legis i Serveis Professionals, en ell, en la seva disposició addicional novena, mitjançant la creació d'una Comissió de Reforma de les Professions, emetrà un informe respecte a les professions en l'àmbit de l'enginyeria i l'edificació, als tres mesos de la publicació d'aquest Avantprojecte de Llei. |

| 2020 | Finalment s'anul·len totes les demandes interposades pels diferents col·legis d'aparelladors concloent així aquesta problemàtica i sent il·legítim l'ús de "ENGINYER" en la professió regulada de "ARQUITECTURA TÈCNICA". |

En síntesi, es pot explicar aquest conflicte com una bicefalia històrica entre la professió i la formació universitària, que arrenca des de principis del segle , moment en què es desenvolupa la substitució efectiva del mestre d'obres per l'aparellador, d'una banda hi ha una evolució professional tortuosa condicionada per la pressió dels col·legis professionals d'arquitectes, enginyers de camins i enginyers industrials, i per una altra, una evolució universitària que ha anat acostant-se a la figura acadèmica de l'enginyer de l'edificació, similar al que va ser el mestre d'obres, però segle xx una evolució paral·lela ascendent a nivell professional. En aquest context, la CODATIE dona suport a la denominació de grau en Enginyeria de l'Edificació, de tal manera que li permeti oferir formació de postgrau entorn d'aquesta enginyeria, i d'igual manera facilitar l'intercanvi d'estudiants amb escoles d'enginyeria de l'edificació a Europa, donant prestigi acadèmic a les seves escoles universitàries, però no obstant això a nivell professional el CGATE continua aferrant-se a la figura de l'aparellador, sense opció a una evolució que l'homologui a la figura professional de l'enginyer de l'edificació, exterioritzant un sistema professional rígid, poc adaptable als vaivens econòmics, que limita la mobilitat laboral i un sistema universitari que crea tècnics sense opció a una evolució professional posterior.

### Competències acadèmiques

#### Títol de Grau en Enginyeria de l'Edificació
Les competències i plans d'estudi es poden consultar en l'Ordre ECI/3855/2007 de 27 de desembre, així com en les pàgines webs de les escoles universitàries d'Enginyeria d'Edificació.
La diferència entre els plans d'estudi d'Arquitectura Tècnica i Enginyeria d'Edificació és la seva durada, la seva estructura, la seva càrrega lectiva, així com les seves competències, mentre que en Arquitectura Tècnica l'estructura era d'un primer cicle de tres cursos, els estudis en Enginyeria d'Edificació s'estructuren en tres nivells, Grau, màster i Doctorat, sent el Grau de quatre cursos anuals, i ampliant la càrrega lectiva principalment en matèries de Valoracions i Taxacions Immobiliàries, Gestió de projectes, Ampliació de Física, Patologia, Manteniment i Rehabilitació, Gestió Urbanística, Geotecnia, Estadística i Sostenibilitat.

### Postgrau en Enginyeria de l'Edificació
El Postgrau i la seva oferta de màsters oficials, obre la porta a la formació plena en matèries d'enginyeria de l'edificació, com l'anàlisi, estudi i gestió del projecte d'execució, l'especialització i innovació tecnològica, la projecció estructural i instal·lacions complexes en edificació, així com la gestió integral del procés, posant l'accent en l'àmbit de la rehabilitació i manteniment, recerca, així com del procés i gestió integral del mercat immobiliari. Finalment elimina limitacions per a l'accés a la docència universitària per part dels graduats en Enginyeria d'Edificació i els dona accés al grup A en l'Administració Pública.
Pel que fa a competències, el títol de Grau en Arquitectura i el Grau i màster en Enginyeria d'Edificació, presenten duplicitat de coneixements dins de l'àrea d'estudi de l'enginyeria de l'edificació, encara que la Llei d'Ordenació de l'Edificació només concedeix atribucions en matèria del projecte d'execució i la seva direcció d'obra, a la professió regulada d'Arquitecte, Enginyer Civil i Enginyer Industrial, deixant la professió de l'Enginyer d'Edificació inexistent com a tal, i al màster Oficial en Enginyeria d'Edificació sense una capacitació professional de les seves competències.
El màster Oficial en Edificació, dins de la branca de coneixement d'Enginyeria i Arquitectura, i estructurat en les seves dues disciplines de Tecnologia i Gestió, es presenta mitjançant verificació pel Consell d'Universitats, previ informe favorable de l'Agència Nacional d'Avaluació de la Qualitat i Acreditació ANECA, i publicats en el BOE a partir de l'any 2011:
- De la Universitat d'Alacant, vpublicado el seu pla d'estudis per resolució del 7 de juny de 2011.
- El màster en Gestió Integral de l'Edificació o el màster en Seguretat Integral en Edificació, tots dos de la Universitat de Sevilla i publicats el 20 de juliol de 2011.
- El màster en Edificació presentat per la Universitat Politècnica de València i publicat el seu pla d'estudis mitjançant resolució del 23 de novembre de 2012.
- Per part de la Universitat de Girona amb el seu màster Universitari en Tecnologia i Gestió de l'Edificació.
- De la Universitat Politècnica de Madrid, el [Enllaç no actiu] ( ; vegeu l'historial, la i l'última). Universtari en Innovació Tecnològica en Edificació i el [Enllaç no actiu] ( ; vegeu l'historial, la i l'última). Universitari en Gestió en Edificació, implantat per la Comunitat de Madrid.

Així mateix, altres titulacions ofereixen màsters dins de l'àmbit de l'Enginyeria de l'Edificació, com:
- De la Universitat de Vigo, adscrit a l'Escola Tècnica Superior d'Enginyers Industrials, i publicat el seu pla d'estudis per la Resolució de 21 d'abril de 2012 del BOE.

Segons la CODATIE, la conferència de directors de les escoles d'Arquitectura Tècnica i Enginyeria d'Edificació, a Espanya existeixen 32 escoles universitàries que ofereixen el Grau en Enginyeria d'Edificació, concentrant-se la majoria en l'est d'Espanya, principalment en l'arc mediterrani, i en la zona centro, especialment en la Comunitat de Madrid i la seva capital, en la vila de Madrid.
- En la zona centre, trobem un total de deu escoles universitàries, la Universitat de Burgos, l'Escola Politècnica de Conca de la Universitat de Castella-la Manxa, la Universitat d'Alcalá de Henares, ja a Madrid es troba la universitat Politècnica de Madrid, així com nombroses universitats privades com la Universitat CEU Sant Pau, la Universitat Europea de Madrid, Universitat Camilo José Cela, Universitat Antonio de Nebrija i la Universitat Alfons X el Savi. Finalment està la universitat privada de IE University, la qual ofereix el curs d'adaptació al Grau en Ingeneiría d'Edificació des de la titulació d'Arquitectura Tècnica.
- En l'est d'Espanya, trobem onze escoles universitàries, a Catalunya hi ha sis, la Universitat Politècnica de Catalunya, la Universitat Rovira i Virgili de Tarragona, la Universitat de Lleida, la Universitat de Girona, la Universitat Pompeu Fabra i finalment la Universitat Ramon Llull, aquesta última privada, a la Comunitat Valenciana hi ha tres, la Universitat Jaume I a Castelló, la Universitat Politècnica de València i la Universitat d'Alacant, a les Illes Balears i Aragó hi ha una en cada comunitat autònoma, que són respectivament la Universitat de les Illes Balears i l'Escola Universitària Politècnica de l'Almunia de Donya Godina de la Universitat de Saragossa.
- En l'oest, es troben un total de quatre escoles, l'Escola Universitària Politècnica de Zamora de la Universitat de Salamanca, la Universitat Pontifícia de Salamanca, la Universitat Politècnica de Càceres de la Universitat d'Extremadura i finalment la Universitat de La Corunya a Galícia.
- En el sud, hi ha quatre, una en la Universitat de Sevilla, una altra en la Universitat de Granada i a Múrcia altres dues, en la Universitat Politècnica de Cartagena i la Universitat Catòlica Sant Antoni.
- Al País Basc i Navarra trobem dos, la Universitat del País Basc, UPV/EHU i la Universitat de Navarra.
- Finalment a les Illes Canàries trobem una, situada en la Universitat de la Llacuna, a Santa Cruz de Tenerife.

### Convenis acadèmics
Actualment els convenis d'intercanvi, entre les diferents escoles d'Enginyeria d'Edificació d'Espanya amb la resta d'Europa, es realitzen amb les escoles universitàries que representen la figura de l'enginyer d'edificació europeu, o anomenat comunament en llengua anglesa com Building Engineer, o bé en altres llengües com el Ingegnere Edile italià, el Ingénieur du Bâtiment francès, el Ingenieur für Hochbau alemany o la resta de figures universitàries similars; plasmades en el Llibre blanc Arxivat 2022-03-08 a Wayback Machine. del títol de Grau en Enginyeria d'Edificació. Per a veure detalls d'aquests convenis es poden visitar les webs oficials de cadascuna de les 32 escoles universitàries.
Entre aquests convenis ja exstents, destaca la  ( ; vegeu l'historial, la i l'última). de Grau en Enginyer d'Edificació per la Universitat Politècnica de València i el Bachelor in Architectural Technology and Construction Management per VIA University College, a Dinamarca, així com els acords bilaterals de la Universitat Politècnica de Madrid.
La Llei 38/1999 d'Ordenació de l'Edificació és el text que regula les atribucions actuals de la professió d'Arquitectura Tècnica, la LOE defineix al director de l'execució de l'obra, «com l'agent que, formant part de la direcció facultativa, assumeix la funció tècnica de dirigir l'execució material de l'obra i de controlar qualitativa i quantitativament la construcció i la qualitat de l'edificat».
Actualment, el Grau en Enginyeria d'Edificació habilita per a exercir la professió regulada d'Arquitecte Tècnic, la qual no equival plenament a la professió d'enginyer d'edificació existent en l'àmbit europeu, ja que l'Arquitecte Tècnic no està habilitat professionalment per a intervenir, de manera parcial o plena, en aquells projectes d'execució que a Espanya estan reservats a arquitectes, enginyers i enginyers tècnics i dur a terme la seva direcció d'obra (excepte en projectes de reforma i millora sense canvis en l'estructura). Segons la LOE, quan el director de l'obra és Arquitecte, l'arquitecte tècnic és l'únic professional habilitat per a exercir la direcció de l'execució material de l'obra; aquest exercici no existeix com a tal en l'entorn europeu, només la direcció d'obra.
A Espanya les professions regulades que intervenen en el projecte d'execució en edificació són la d'Arquitecte, Arquitecte Tècnic, Enginyer de Camins, Canales i Ports, Enginyer d'Obres Públiques i les diferents disciplines de l'Enginyer Industrial. Segons la LOE, Llei d'Ordenació de l'Edificació, l'Arquitecte Tècnic és projectista en el que concerneix la construcció d'edificis dins del grup c), és a dir «totes les altres edificacions els usos de les quals no estiguin expressament relacionats en els grups anteriors» és a dir el grup a) que engloba els usos administratiu, sanitari, religiós, residencial en totes les seves formes, docent i cultural, així com el grup b) que engloba els usos aeronàutic, agropecuari, de l'energia, de la hidràulica, miner, de telecomunicacions (referit a l'enginyeria de les telecomunicacions), del transport terrestre, marítim, fluvial i aeri, forestal, industrial, naval, de l'enginyeria de sanejament i higiene, i accessori a les obres d'enginyeria i la seva explotació.
El reconeixement d'un Graduat en Enginyeria d'Edificació espanyol en altres països, es fa en funció de les atribucions professionals adquirides a Espanya i no de les competències cursades a l'escola universitària, és a dir, el reconeixement a l'estranger es fa atenent les atribucions professionals de l'Arquitecte Tècnic, segons el Reial decret 1837/2008, de 8 de novembre.
Davant aquesta situació, el govern d'Espanya està desenvolupant una Llei que liberalitzi el sector de l'enginyeria que permeti un acostament al sistema professional europeu, a fi de desenvolupar la Llei Òmnibus, així mateix aquesta llei està sent reclamada pel INITE, Institut d'Enginyers Tècnics d'Espanya. Una altra possibilitat és que dues escoles europees d'Enginyeria d'Edificació, una espanyola i una altra de la resta d'Europa, ofereixin conjuntament un mateix títol universitari en Enginyeria d'Edificació amb atribucions professionals plenes desenvolupant les seves dues especialitats, la de gestió integral de tota mena d'edificació i la seva direcció d'obra, així com l'especialitat en tecnologia, abastant la projecció estructural, instal·lacions i recerca tecnològica dins del sector de l'edificació, possibilitat que queda publicada en el Reial decret 1002/2010, de 5 d'agost, sobre expedició de títols universitaris oficials, on un conveni entre dues universitats europees oferint una titulació d'enginyer d'edificació europea seria possible a Espanya, donant atribucions plenes en matèria d'enginyeria de l'edificació.
En el context europeu pròxim a Espanya, especialment a França i Itàlia, el desenvolupament ple de la professió d'Enginyeria de l'Edificació es fa a través de la seva formació de postgrau, en cas de França a través del seu cicle únic de Licence i màster en Ingénierie du Bâtiment, i en el cas d'Itàlia, a través del seu Laurea i Laurea Magistrale en Ingegneria Edile, formacions acadèmiques homologables a la Architectural Engineering existent als Estats Units, i equiparable a la càrrega acadèmica de Grau i màster Oficial en Edificació, en les seves dues especialitats de tecnologia i gestió, del títol d'Enginyer d'Edificació a Espanya.
En els anys 2.018 i 2.019, s'han dictat sentències que han reafirmat les atribucions, a nivell projectual, de la professió de l'Arquitecte Tècnic com a enginyer de l'edificació, traslladant-se a la situació anterior que tenia aquesta professió, abans de la Llei d'Ordenació de l'Edificació o LOE de 1.999. Amb base en la LOE es va redefinir el concepte de ‘projecte arquitectònic’, el qual no sols afectava la configuració exterior de l'edifici, sinó també a l'àmbit estructural d'aquest. Actualment, i basant-se en la jurisprudència creada per aquestes sentències, el concepte de ‘projecte arquitectònic’ es limita al que es diria projecte bàsic o ideació de l'arquitectura, i afectaria la seva configuració exterior i ideació arquitectònica, diferenciant-se per tant de la redacció i signatura de projectes que tinguin per objecte la construcció, reforma, reparació, conservació, demolició, fabricació, instal·lació, muntatge o explotació de béns mobles o immobles, és a dir a tots aquells projectes que no precisin de projecte arquitectònic, als d'intervencions parcials en edificis construïts que no alterin la seva configuració arquitectònica, als de demolició i als d'organització seguretat, control i economia d'obres d'edificació de qualsevol naturalesa, i abastant tota classe d'obres i construccions.

### Convenis professionals

#### Europa
Dins d'Europa existeix un conveni, entre l'Associació Danesa d'Arquitectes Constructors Konstruktørforeningen KF i el Consell General de l'Arquitectura Tècnica d'Espanya CGATE, en el marc de reconeixement de títols establert per la Directiva 89/48/CEE, que permet col·legiar-se en aquestes associacions professionals els qui posseeixin el títol de diplomat en bygningskonstruktør o d'Arquitecte Tècnic. Així mateix existeix el conveni amb el Rakennusmestarien Keskusliito RKL'' de Finlàndia.

#### Amb països pertanyents a laCommonwealth.
Actualment s'estan desenvolupant convenis entre escoles d'Espanya en Enginyeria de l'Edificació, entre elles la Universitat Politècnica de Madrid, la Universitat de Sevilla, la Universitat Politècnica de Catalunya o la Universitat d'Alacant, amb l'associació de The Chartered Association of Building Engineers.